# 卡达白鲑
卡达白鲑（学名：Coregonus chadary）为鲑科白鲑属的鱼类，俗名小口白鲑。分布于俄国阿穆尔河，鄂嫩河和在中国黑龙江上游等，属于冷水性鱼类。该物种的模式产地在鄂嫩河。
此鱼体长约60公分。